# St Martin Tower
St Martin Tower (zunächst bekannt als City West Tower und West Tower) ist ein 2015 fertiggestelltes Hochhaus in Frankfurt am Main.

## Name
Namenspate des Hochhauses ist Martin von Tours (* um 316/317; † 397), auch bekannt als Sankt Martin. Der dritte Bischof von Tours ist einer der bekanntesten Heiligen der katholischen Kirche.

## Lage
Das Baugrundstück befindet sich in der City West, einem Wohn- und Geschäftsviertel des Stadtteils Bockenheim, an der Theodor-Heuss-Allee 116. Die Theodor-Heuss-Allee dient als wichtige Verbindung der Bundesautobahn 648 mit der Messe Frankfurt und der Frankfurter Innenstadt. An ihrer Nordseite befinden sich bereits mehrere Hochhäuser; die direkten Nachbarn des St Martin Tower sind das Radisson Blu Hotel Frankfurt und das American Express-Hochhaus.

## Planungsgeschichte
Seit dem Jahr 1999 gibt es für das Grundstück einen Bebauungsplan, der eine Höhe von 70 Metern erlaubt. 2001 wurde durch Ingenhoven Architekten ein Hochhausentwurf mit dem Namen City West Tower vorgestellt, jedoch blieb das Grundstück jahrelang eine Brache, die als Parkplatz genutzt wurde. 2008 kauften der Projektentwickler Arthur Wiener und die Strabag Real Estate, ein Tochterunternehmen der Strabag SE, das Grundstück und kündigten an, das Hochhaus, nun verkürzt als West Tower bezeichnet, spekulativ ohne Vorvermietung zu errichten. Im Februar 2009 wurde ein neuer Entwurf für ein 70 Meter hohes Gebäude, entworfen vom Architekturbüro msm meyer schmitz-morkramer, vorgestellt. Am Blockrand soll ein weiteres Gebäude entstehen, welches mit dem Hochhaus verbunden wird und als West Wing bezeichnet wurde. Im Herbst 2009 wurde die Verwirklichung erneut mangels Mietinteressenten zurückgestellt. 2011 zog sich Arthur Wiener aus dem Projekt zurück, neuer Entwickler wurde die Hansa AG. Im Oktober 2012 verkündete die Georg von Opel GmbH als Eigentümer der Hansa AG erneut einen Baubeginn für das Frühjahr 2013 sowie eine erneute Umbenennung des Projekts: St Martin Tower sowie St Martin Wing für das Nebengebäude. Vorgestellt wurden die neuen Pläne auf der Messe Expo Real.

## Baugeschichte
Im Februar 2013 begannen die Bauarbeiten auf dem Grundstück, nachdem die erste Teilbaugenehmigung erteilt worden war. Am 19. April wurde die Grundsteinlegung gefeiert. Am 2. Mai wurde auf dem Grundstück eine Zehn-Zentner-Bombe aus dem Zweiten Weltkrieg gefunden, woraufhin am 5. Mai das umliegende Gebiet weiträumig für die Entschärfung evakuiert werden musste. Am 16. Mai wurde eine weitere Bombe gleichen Typs entdeckt sowie erneut am 22. Mai. Die Entschärfungen verliefen erfolgreich, jedoch mussten jeweils etwa 300 Anwohner sowie die Gäste des Radisson Blu Hotel evakuiert werden sowie die Autobahn 648 und anliegende Straßen für mehrere Stunden gesperrt werden. Der St Martin Tower wurde am 8. Juli 2015 im Beisein von Georg von Opel und des Frankfurter Oberbürgermeisters Peter Feldmann eröffnet.